# 帕德博恩/利普施塔特机场
帕德博恩/利普施塔特机场（德語：Flughafen Paderborn/Lippstadt，IATA代码：；ICAO代码：，其自用名为帕德博恩利普施塔特机场（英語：Paderborn Lippstadt Airport）是德国北莱茵-威斯特法伦州的一座商用机场，坐落于帕德博恩县比伦，分别距离帕德博恩西南15公里及利普施塔特东南20公里。

## 历史
威斯特法伦东南部地区早在1966年便有了兴建一座区域性机场的首个设想。1969年10月13日，来自布里隆县、比伦县、赫克斯特尔县、利普施塔特县、帕德博恩县和瓦尔堡县的代表共同成立了威斯特法伦东南区域机场有限公司（Regionalflughafen Südost-Westfalen GmbH）。参股的行政区共斥资1000万德国马克从若干农民处购得约227公顷的农业用地；随后又投入1370万马克在该址建成全长1440米的混凝土表层，并兴建了包含塔台、出发厅以及餐厅、酒吧和露台的机场大楼。这些费用获得了北莱茵-威斯特法伦州的财政拨款。1971年7月22日，时任北威州经济及运输部长的霍斯特·路德维希·里默（Horst Ludwig Riemer）批准机场投入运营。
1971年9月10日，机场以“帕德博恩/安登降落场”（Verkehrslandeplatzes Paderborn/Ahden）的名称正式投入运营。随着帕德博恩市内大型企业利多富電腦公司以及周边地区企业的航空出口业务增多，这些企业的结算成为机场最初运营收入的主要来源。北威州审计署就此批评了对该支线机场的财政补贴，因为它“主要服务于一家单一的私人公司”。
维修机库于1972年开始建造并于1975年举行开幕及运营典礼。1975年，德国航空在机场以DHC-6 双水獭型客机提供每日两班往返法兰克福的航班，乘客可于此接驳汉莎航空的航线网络。1979年，帕德博恩/利普施塔特机场运营有限公司（Flugbetriebsgesellschaft Paderborn/Lippstadt mbH）成立，并开始建立与慕尼黑的定期航班连结。它主要由城市航空（Cityflug）以费尔柴尔德梅特罗提供运营，在城市航空破产清算后，该航线由工业旅游航空接管。
1984年，机场的起降跑道进行了首次扩建，延长至1760米长和30米宽，并建造了一座全新的运营建筑。因此，机场于1984年6月被批准升格为商用机场。1984年同样还开始建立了与斯图加特的定期航班连结，并在1985年允许飞往西柏林。
1986年机场引入航空交通管制及仪表着陆系统，提高了机场的安全性及对新航空公司的吸引力。仪表飞行控制允许飞机即便在恶劣的气候条件下仍可在跑道的两个方向正常起降。同年6月10日，包括居特斯洛县、利珀县以及比勒费尔德东威斯特工商联（Industrie- und Handelskammer Ostwestfalen zu Bielefeld）和代特莫尔德利珀工商联（Industrie- und Handelskammer Lippe zu Detmold）也成为机场的参股方。
在起降跑道延长至2180米后，赫伯罗特航空和欧罗巴航空自1988年起在机场提供前往西班牙马略卡岛和大加那利岛的旅游包机。1989年，机场开设了至英国伦敦的定期航班。随着兩德統一后，航点还延伸至了莱比锡和德累斯顿。
1991年1月1日，机场运营商正式以帕德博恩/利普施塔特机场有限公司（Flughafen Paderborn/Lippstadt GmbH）作为名称使用，并将其运营总部由帕德博恩迁入比伦。同时，另一座城市比勒费尔德也入股机场。1991年，机场开始开办前往土耳其的旅游包机服务，并在冬季时刻表中首次实现前往加那利群岛的定期航线。1992年和1993年又先后开办了前往突尼斯莫纳斯提尔和希腊克里特的旅游包机服务，并将定期航线网络扩大至法国巴黎和瑞士苏黎世。
1993年12月3日，全新的A号航站楼投入使用，柏林航空也进驻机场，开始部署新购入的波音737-400型客机。1994年，起降跑道被扩建至45米宽。1995年，为欧洲之翼而设的第二B号机库以及多为小型飞机而设的圆形机库也相继建成。1996年欧洲之翼和荷兰皇家航空开设了新的定期航线，飞往国际性的枢纽机场史基浦机场。当年共有14662人次的乘客被发送至阿姆斯特丹。机场的B号航站楼及航空交通管制台在1998年开幕，并在2001年建成了全新的到达航站楼。自1998年1月起，汉莎航空开始提供往返于法兰克福的定期航班。

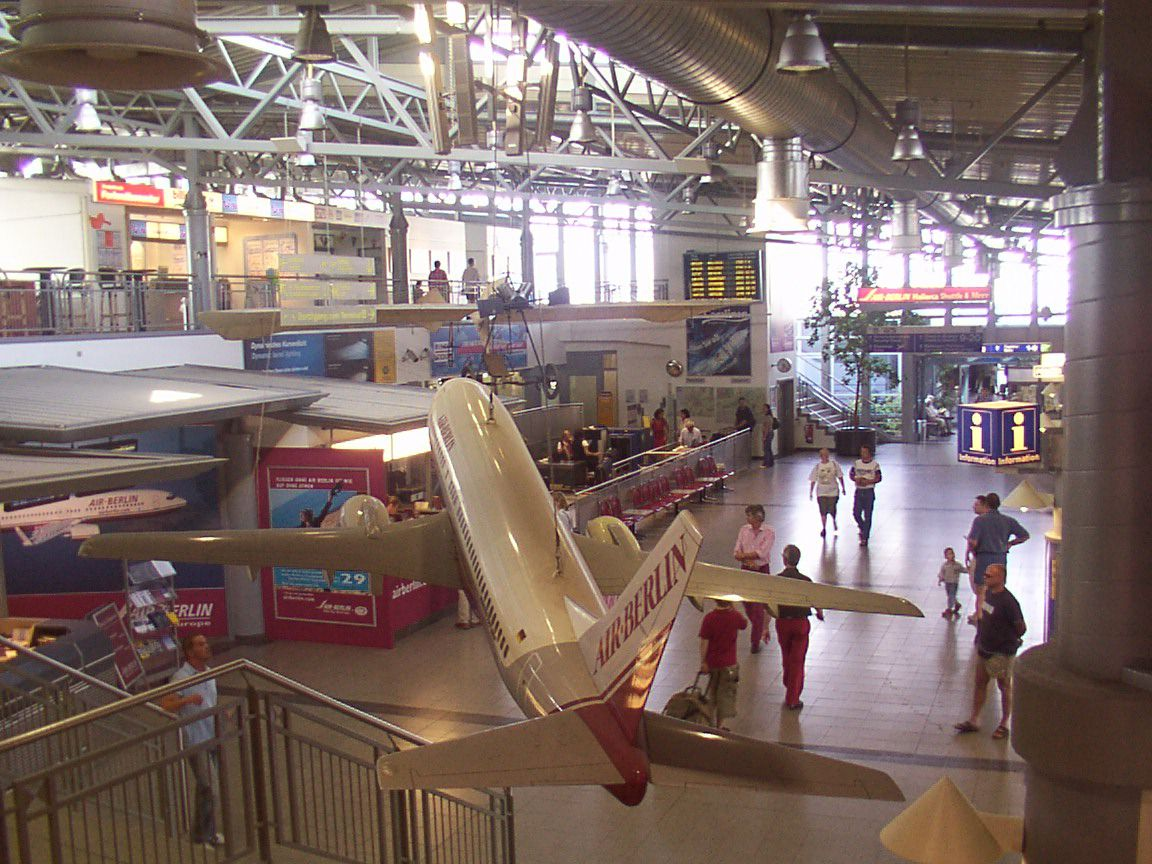
航站楼出发厅内部（2005年）

2006年，机场共发送乘客约127万人次，当中75%是前往地中海周边及加那利群岛度假的游客。2006年2月，几架C-130運輸機经机场搭载了驻扎在帕德博恩的第20装甲旅的英国士兵及设备前往纽伦堡参加“沙漠之拳（Desert Fist）”军事演习。同年10月10日，设于航站楼对面的帕德博恩机场酒店开幕。
长期以来，尤其是自2006年9月以来，机场都在考虑将起降跑道延长390米从而达到2570米长。在特定的气候条件下，许多民用航班无法携带足够的燃料实现直飞加那利群岛或埃及的航点。反对者担心延长跑道后使得航班起降量显著增加，随之带来的噪音和污染会对机场周围村庄的居民造成影响。支持者则认为此举可提高机场的运营效率，从而吸引更多的乘客。相应的施工于2009年6月动工，并在同年7月完成，尽管延长的部分尚未获得正式批准。
2009年5月8日，英国皇家空军的一架波音C-17环球霸王III运输机在机场降落。机场的客运量在2009年下降了13.5%至984110人次，这主要是由于汉莎航空调整了至法兰克福的航班连接。此外旅游包机的客运量也有相应减少。
从2010年7月下旬至11月中旬，机场航站楼进行了现代化重建，旅行社柜台被搬迁至地上1层，并建造了18个全新的值机柜台。该项目共涉及15家企业，总成本约为300万欧元。在2010年夏天还开始建造一个新的玻璃机库，并于2011年5月底开幕。其使用者为夸克斯飞行（Quax-Fliegern）——这是一家收藏古董飞机的协会。夸克斯机库的楼上是协会办公室和名为“引擎”的餐厅，它们与航站楼的观景台相邻。观景台允许游客免费进入，在良好的天气条件下可以看到停机坪、滑行道和起降跑道。
2011年，机场的客运量录得975712人次，下降了5.3%。与此同时，航班起降量则增加了9.4%至42380架次。乘客数量下降的原因主要是受到北非局势动荡、希腊罢工潮以及柏林航空调整运力的影响。
机场在2012年的重要目标是与一个新的国际性枢纽机场建立连接，并吸引更多的航空公司。然而，客运量却持续下降，只录得873421人次。在新的支线机场卡塞尔-卡尔登机场自2013年4月开始投入运作后，人们担心情况会更加恶化。
在2011年至2016年，机场将会投入约1850万欧元进行基础设施改善工程，当中包括翻新跑道和完善安全设施。

## 航空公司及航点

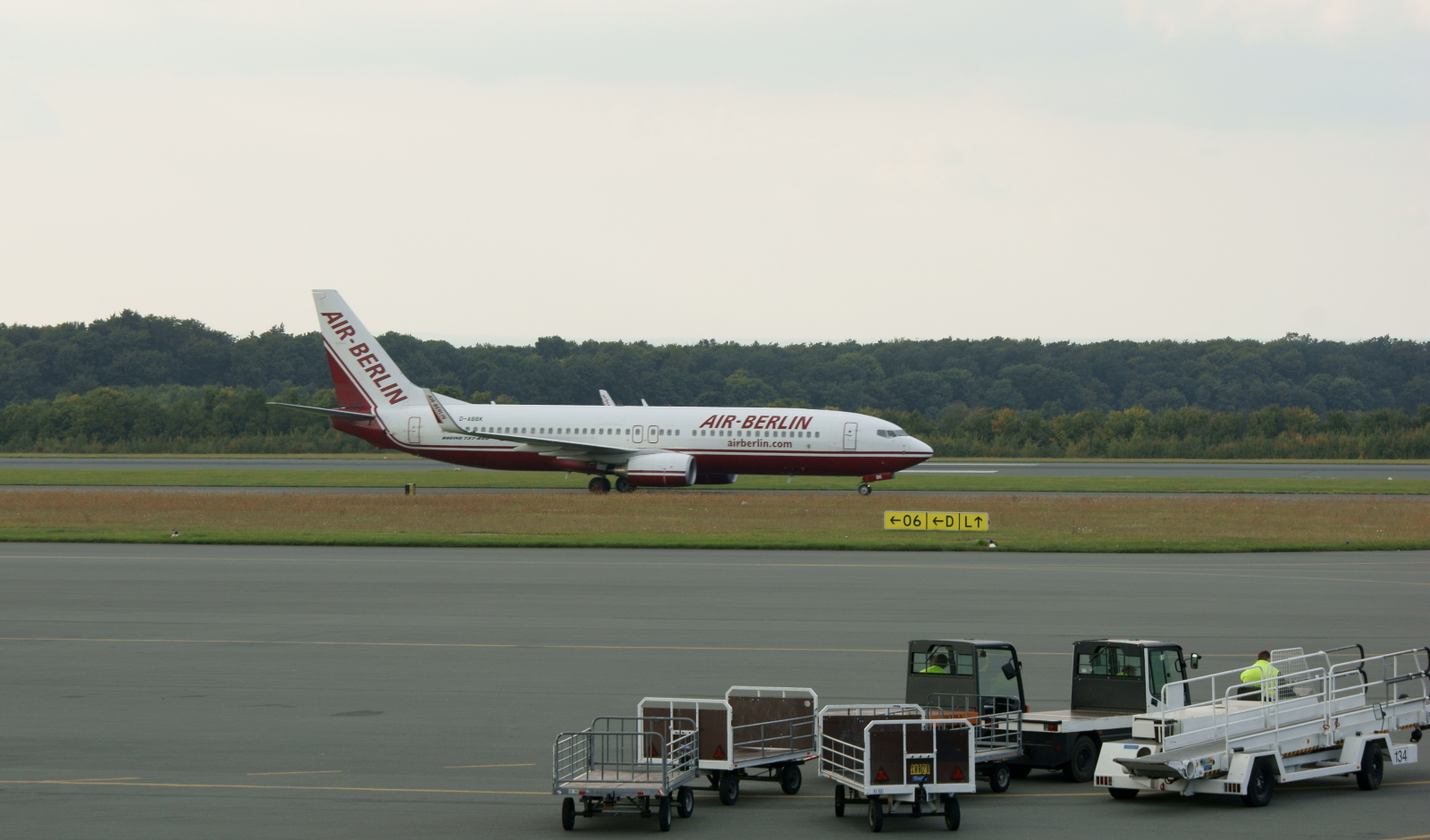
一架柏林航空的波音737-800正滑行于帕德博恩/利普施塔特机场（2008年）

柏林航空是帕德博恩/利普施塔特机场的主要航空公司，它们于2013年部署了两架飞机在此。其航点多为地中海和加那利群岛周边的主要旅游区。在冬季还提供每周数次的航班前往纽伦堡，并可在纽伦堡接驳更多的航点。柏林航空曾于2002年9月30日至2011年10月底在机场提供飞往伦敦斯坦斯特德和曼彻斯特的航班，但这些航点随后由于公司的重组措施而停办。
汉莎航空每天提供4班往返慕尼黑的航班，使用机型为庞巴迪CRJ-900或体积略小的冲-8。自2013年4月起，慕尼黑航线的机型改用Embraer-195执飞。这些航班均由汉莎的支线航班网络品牌汉莎区域航空的名义运营，实际执飞的航空公司为汉莎城际航空和奥格斯堡航空。
自2013年4月起，法国航空的附属公司城捷航空开始提供每周六班往返于伦敦城市机场的航班。在当地会有匹配的接驳航班飞往都柏林和爱丁堡。该航线由福克50执飞。
神鹰航空自2010年11月起再度在帕德博恩/利普施塔特机场提供航班。其中加那利群岛和埃及的航点为全年运行。在夏季也有航班飞往希腊的岛屿、黑海沿岸、马略卡岛和土耳其。冬季则增设每周1班前往慕尼黑，从那里可以飞抵更多的航点。
其他航空公司，尤其是在夏季于机场开设航班的航空公司还包括VIA航空、保加利亚包机航空、日耳曼尼亚航空、飞马航空、天空航空、太阳快运航空和突尼斯航空等。
机场亦继续由英国军队使用，其中包括租用包机提供长途服务，例如将部队输送至加拿大参加训练，就曾使用了HiFly的空中客车A340-300在机场首航。
机场飞航最多的航点为土耳其安塔利亚，自2012年5月起每周共提供19个往返航班。
| 航空公司         | 目的地 |
| ---------------- | --- |
| 城捷航空         | 伦敦-城市（2013年4月22日起开办）                                                                                             |
| VIA航空          | 季节性：布尔加斯 |
| 保加利亚包机航空 | 季节性: 布尔加斯，瓦尔纳 |
| 神鹰航空         | 富埃特文图拉岛，古尔代盖，大加那利岛，特内里费-南部 季节性：安塔利亚，布尔加斯，伊拉克利翁，科斯岛，慕尼黑，马略卡岛，罗得岛 |
| 日耳曼尼亚航空   | 季节性：安塔利亚 |
| 奥格斯堡航空     | 慕尼黑（2013年10月26日起停办）                                                                                               |
| 汉莎城际航空     | 慕尼黑 |
| 天空航空         | 安塔利亚 |
| 突尼斯航空       | 季节性：安菲达 |

## 运营商及股东
机场的运营商帕德博恩/利普施塔特机场有限公司是一家控股公司，其持股者包括帕德博恩县（56.38%）、瑟斯特县（12.26%）、赫克斯特县（3.92%）、居特斯洛县（7.84%）、利珀县（7.84%）、霍赫绍尔县（3.92%）、比勒费尔德市（5.88%），以及比勒费尔德东威斯特工商联（1.57%）和代特莫尔德利珀工商联（0.39%）。
2009年，该公司开始录得40年来的首次财政赤字。2010年及2011年亦持续亏损，其中2011年的经营亏损额达到175万欧元。虽然公司已将部分服务外包给劳动力成本更低的企业，在未来数年内仍预期将亏损125万至150万欧元。2012年5月，公司在股东大会批准了增资480万欧元，而其他参股行政区必需提供310万欧元的贷款。
帕德博恩/利普施塔特机场有限公司目前的董事总经理为艾马尔·克莱内特（Elmar Kleinert），董事会主席为莱茵诺德·斯图克（Reinold Stücke）。

## 技术细节

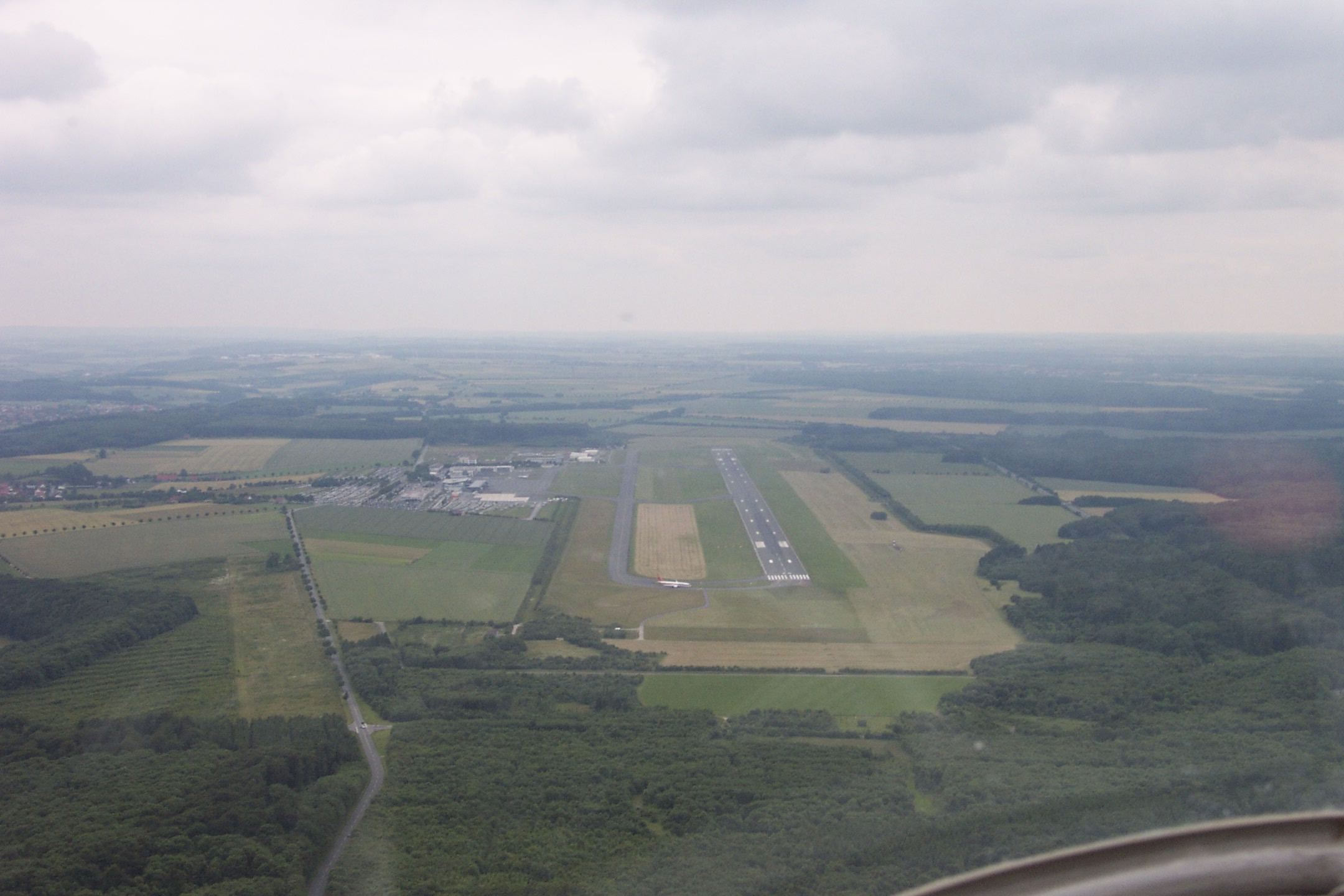
机场鸟瞰图

帕德博恩/利普施塔特机场拥有一条长2180米、宽45米的起降跑道，适合包括波音747或空中客车A340以下的大部分运输机起降。但对于空中客车A380型客机则是不被允许的。如遇鲁尔区的重大国际足球赛事、大型活动、学校假期或邻近机场发生故障的情况下，该机场可在同一时间处理多架波音737或空中客车A320起降。航站楼配备的指廊可以同时容纳3架此类规模的机型，在停机坪则可处理更多的飞机停靠，甚至滑行道在必要时亦可锁定用于停靠飞机。最近的处理量高峰日发生于2004年5月26日，因同时受到在盖尔森基兴举行的欧洲冠军联赛决赛影响，机场在同一时间接纳了20架各种类型的航班飞机。
至2012年，柏林航空在帕德博恩/利普施塔特机场的机库可同时容纳2架空中客车A320系列客机或2架波音737新世代客机（主要为737-800）或1架龐巴迪Q400客机。
机场还设有2所飞行学校，其中之一为戈塞克航空运动协会（Luftsportvereins Geseke e.V.）所有，主要提供私人飞机驾驶员的培训课程。另一所则由企业资助，与TUIfly开展合作提供商用飞行员和仪器飞行训练。

## 区域影响

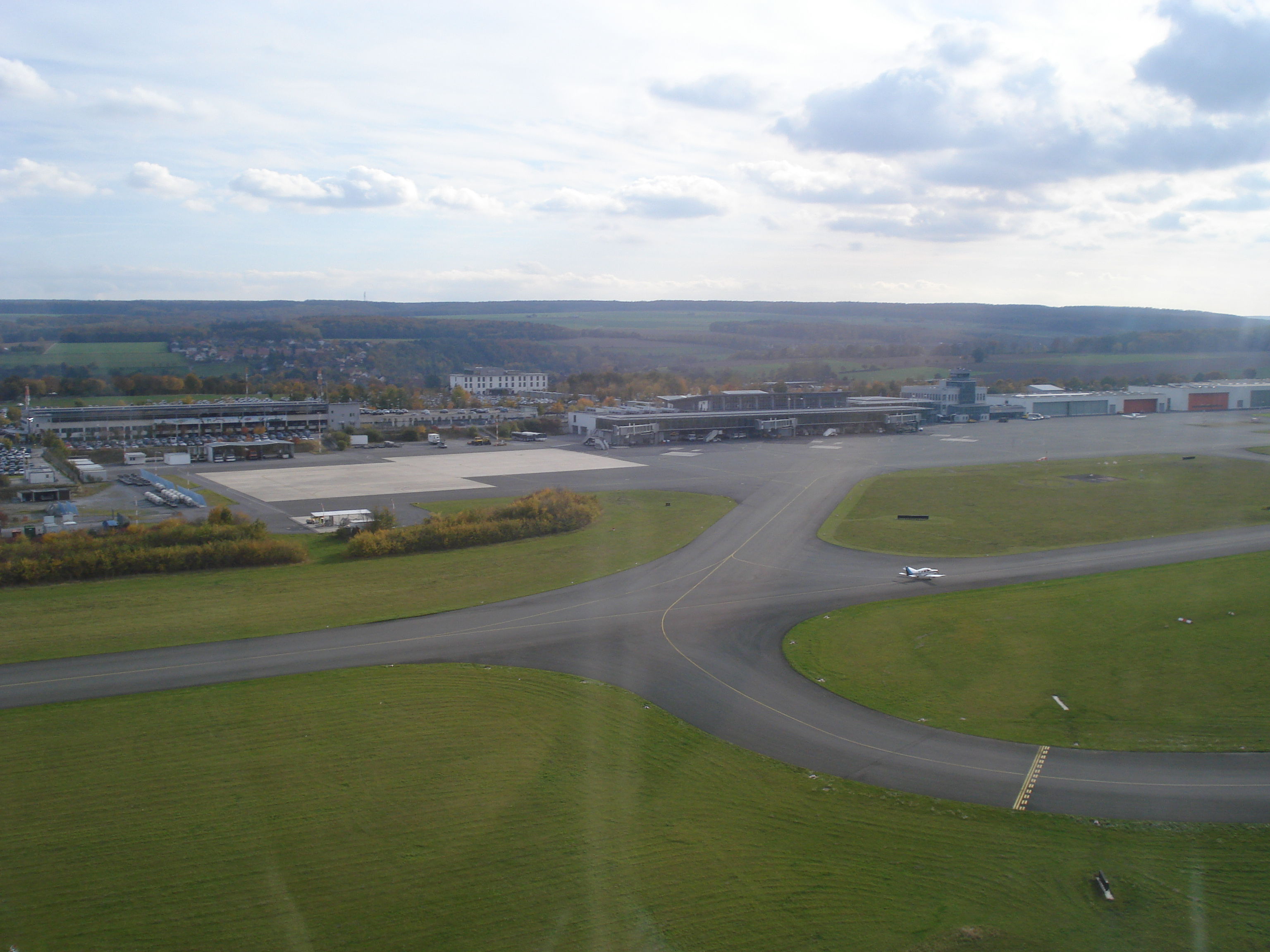
机场航站楼外观

帕德博恩/利普施塔特机场是东威斯特法伦-利珀地区通往国际的空中交通门户。它是通用航空的区域中心机场，也是民用定期航班的区域站点。此外，它还提供商业航空，尤其是航空旅游和利用商務噴射機执飞的公务航空飞行。
由于长时间停车可享受免费停车优惠，机场在其覆盖区域以外的地方亦广受欢迎。在比勒费尔德和卡塞尔市内还设有预登机服务。然而，机场运营所产生的噪音却招致周边邻近村庄居民的批评。目前在机场并没有受到夜间禁飞令规管，机场运营商采用的是自愿性的自我克制方式，避免航班在凌晨0点至5点起降。

## 运营数据
| 年份 | 客运量（人次） | 起降量（架次） |
| ---- | -------------- | -------------- |
| 2012 | 873,621        | 40,145         |
| 2011 | 975,712        | 42,380         |
| 2010 | 1,030,810      | 38,750         |
| 2009 | 984,099        | 39,380         |
| 2008 | 1,137,036      | 38,477         |
| 2007 | 1,241,997      | 41,648         |
| 2006 | 1,272,205      | 41,000         |
| 2005 | 1,342,615      | 47,849         |
| 2004 | 1,309,837      | 46,259         |
| 2003 | 1,280,229      | 55,410         |
| 2002 | 1,246,346      | 60,074         |
| 2001 | 1,287,981      | 61,816         |
| 2000 | 1,363,236      | 65,836         |
| 1999 | 1,188,796      | 58,753         |
| 1998 | 945,651        | 50,888         |
| 1997 | 690,536        | 48,167         |
| 1996 | 546,461        | 47,516         |
| 1995 | 462,935        | 45,156         |
| 1994 | 332,329        | 43,736         |
| 1993 | 296,742        | 44,784         |
| 1992 | 248,058        | 46,257         |
| 1991 | 171,926        | 37,897         |
| 1990 | 133,046        | 31,856         |
| 1989 | 111,855        | -              |
| 1988 | 139,546        | -              |